# Vas del suïcidi d'Àiax

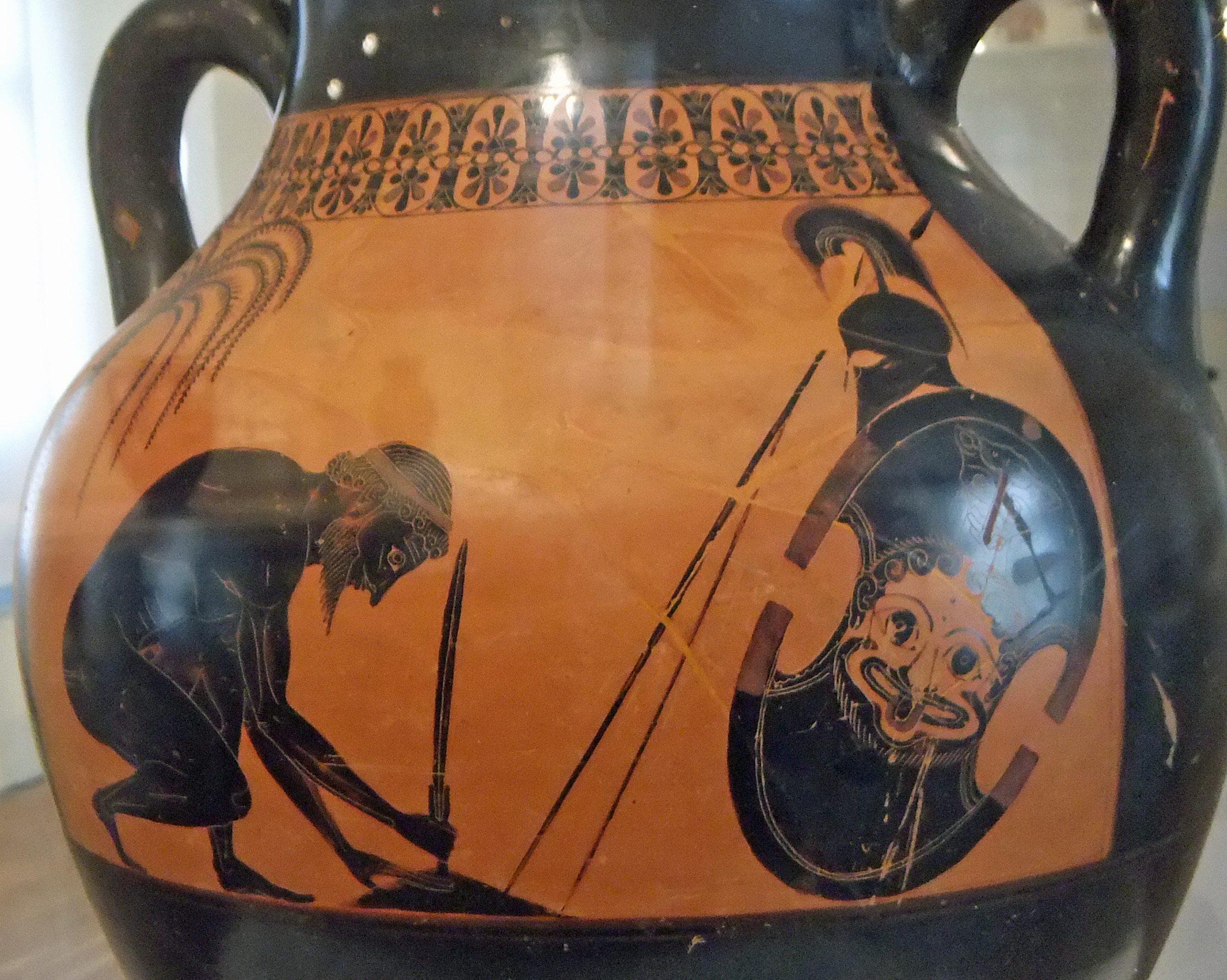
Vas d'Exèquies que representa el suïcidi d'Àiax

Il·lustració de l'escena en el Vas d'Exèquies

Il·lustració de la decoració d'un crater corinti

El Vas del suïcidi d'Àiax, que representa el suïcidi d'Àiax el Major, té forma d'àmfora de coll i està pintat en l'estil de les figures negres. Ara es troba en el Castell Museu de Boulogne-sur-Mer a l'estat francés. El pintor en fou Exèquies, que va realitzar aquesta obra a Atenes a la fi del període arcaic, cap a l'any 530 abans de la nostra era. L'escena mostra Àiax preparant-se per a suïcidar-se, una escena única en l'art de l'Antiga Grècia. Les figura negres foren una tècnica de decoració ceràmica en què es pintaven les figures amb pigment negre i es deixava el fons d'argila sense pintar. Àiax n'apareix al bell mig, inclinat sobre l'espasa que està col·locant al terra. En un costat n'hi ha un arbre i a l'altre la seua armadura. Hi ha una línia de decoració geomètrica a la part superior de l'escena i a la part inferior de l'àmfora.

## Exèquies

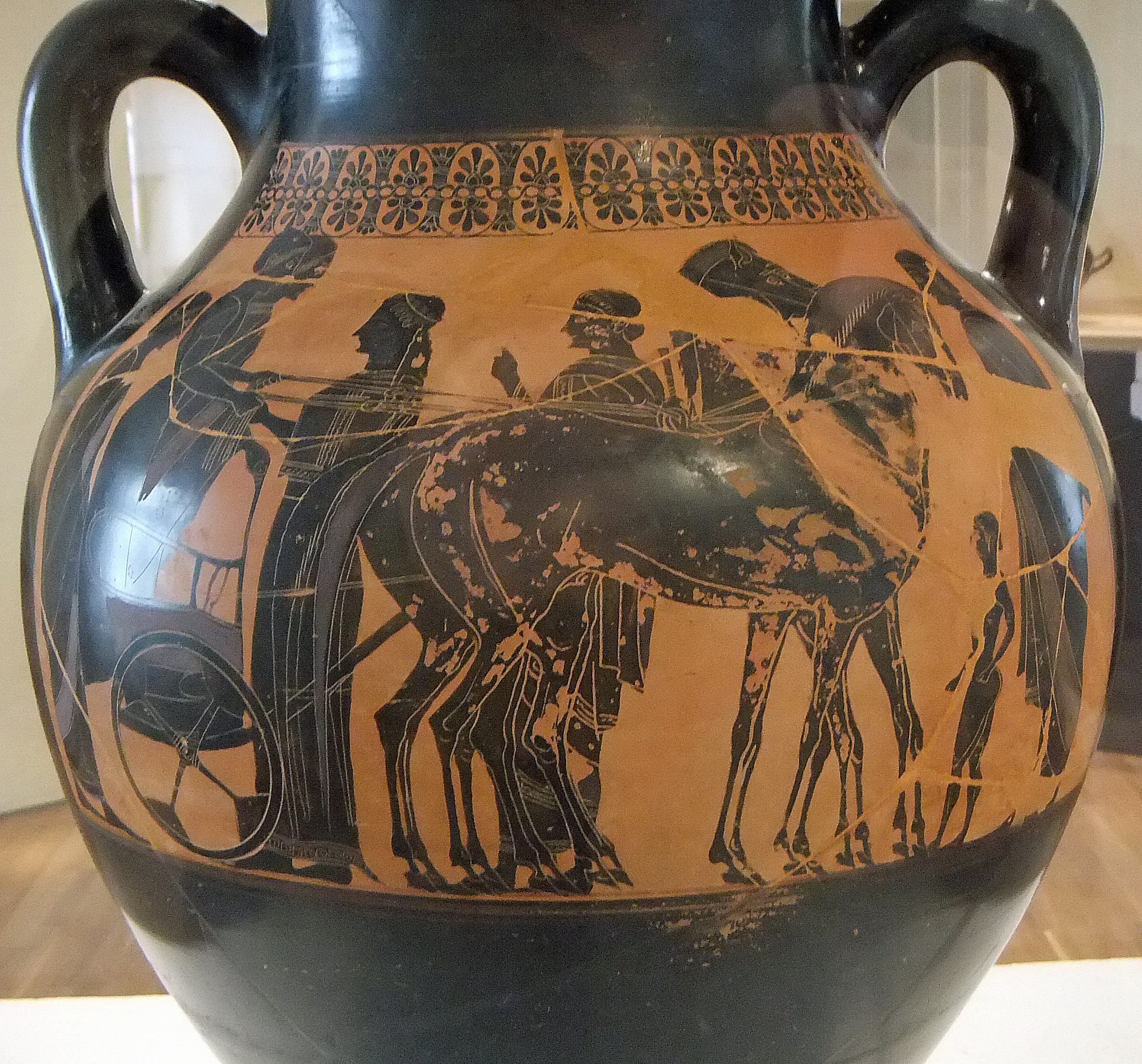
L'altre costat del vas

Exèquies fou un conegut artista grec. En les seues obres, sovint representa imatges de la Guerra de Troia, i d'Àiax en particular. Àiax apareix en la seua obra més que en la de qualsevol altre pintor grec. Sembla que Àiax nasqué a Salamina, que és d'on es creu que era Exèquies. Alguns estudiosos pensen que aquesta connexió és una de les raons per les quals tria representar Àiax tan sovint. Exèquies és conegut per saber mostrar molt bé la tensió i l'emoció en les escenes.

## Mite
Àiax era considerat el segon millor heroi de Troia, després del seu cosí Aquil·les. Una volta mort Aquil·les, Àiax i Odisseu debaten sobre qui n'ha de rebre l'armadura. Quan Odisseu la rep, Àiax es torna boig. Mata el bestiar grec creient que són els grecs. Quan s'adona del que ha fet, se suïcida. Àiax creu que, després de l'incident amb el bestiar, suïcidar-se és l'única manera de mantenir el seu estatus d'heroi i evitar avergonyir el seu noble pare, Telamó.

## Detalls
La majoria d'escenes de l'art grec són el clímax d'una història, com les batalles i altres temes d'acció. Exèquies, però, opta per mostrar Àiax preparant-se per al suïcidi, una cosa que no ocorre en altres escenes conegudes d'aquest fet. Hi ha altres representacions del suïcidi d'Àiax, com ara un aríbal del protocorinti mitjà, una pinta de vori atenenc i atuells corintis del segle vi aC. Totes mostren Àiax quan ja s'ha llançat damunt l'espasa. Exèquies mostra Àiax clavant l'espasa en terra. Està nuet, la qual cosa mostra la seua vulnerabilitat en aquest moment. Una única palmera contribueix a l'aïllament de l'escena.